# Accordo di Gleneagles

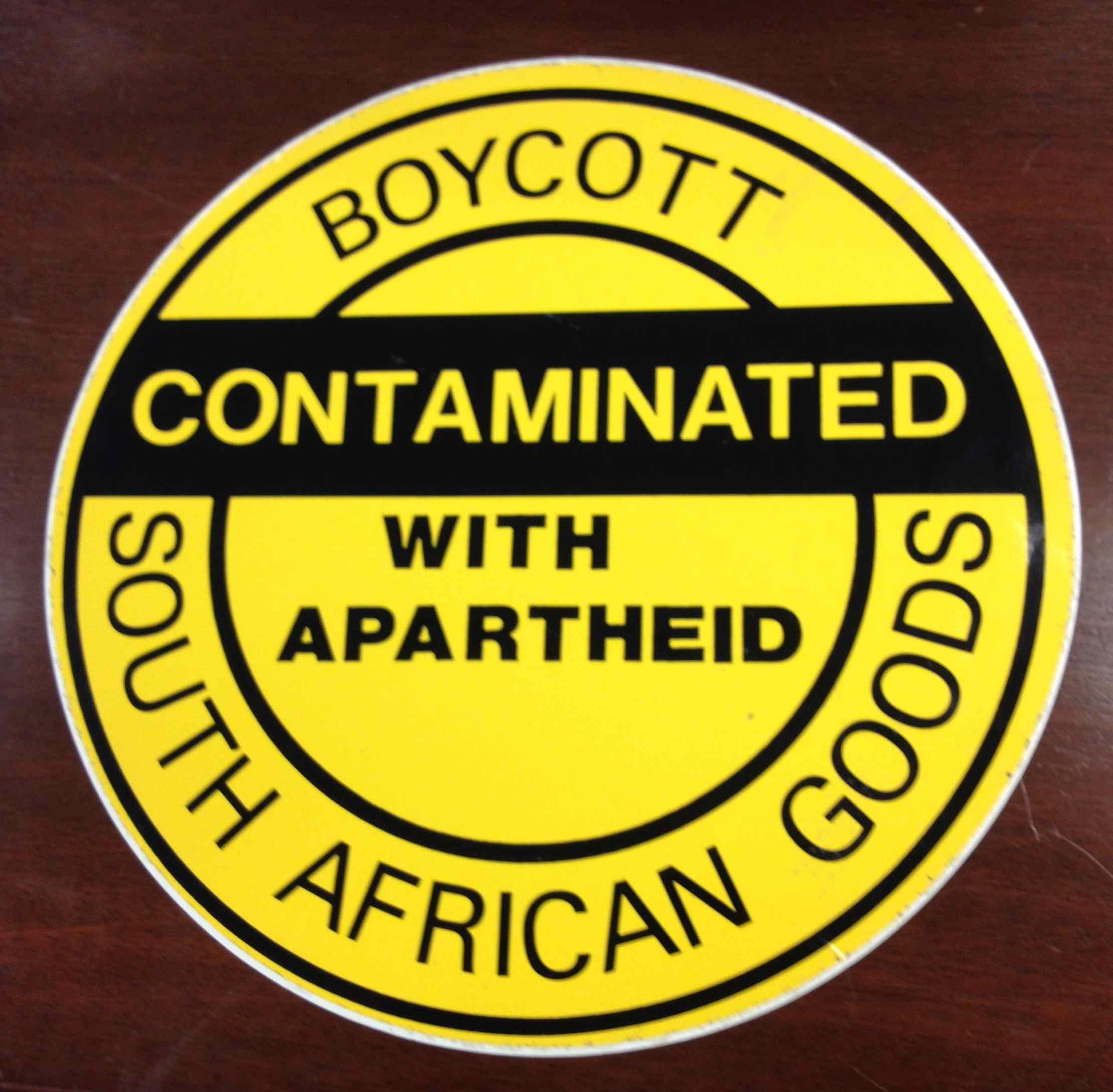
Adesivo che invita al boiocottaggio dei beni sudafricani in quanto "contaminati" dall'apartheid.

L'accordo di Gleneagles fu un'intesa ratificata dal Commonwealth delle nazioni per boicottare il regime di apartheid applicato in Sudafrica. Venne approvato il 15 giugno 1977 dopo una riunione dei capi di governo tenutasi a Gleneagles, in Scozia.
L'accordo, il cui scopo era quello di isolare il Sudafrica da tutte le competizioni sportive, vide la luce circa sei mesi prima dell'entrata in vigore di un'analoga iniziativa intrapresa dalle Nazioni Unite. Già in precedenza, con la Dichiarazione di Singapore del 1971, il Commonwealth affermò tra i propri principi fondanti la volontà di eliminare le discriminazioni basate sulle differenze di razza, colore e fede religiosa. L'impegno in tal senso venne poi ulteriormente rafforzato in seguito alla Dichiarazione sul razzismo e il pregiudizio razziale adottata nel 1979.
La messa al bando del Sudafrica dalle competizioni sportive ebbe particolare impatto nel cricket e nel rugby a 15, sport molto popolari nel Paese e che proprio tra i membri del Commonwealth vantano le nazioni maggiormente competitive. Nonostante quanto prescritto dall'accordo di Gleneagles, nel 1981 la Nuova Zelanda ospitò un controverso tour della nazionale sudafricana di rugby durante il quale gli Springboks affrontarono gli All Blacks; durante il tour scoppiarono violenti proteste e tumulti che sconvolsero l'intera Nuova Zelanda.